# Toni Serra
Toni Serra (Manresa, Bages 1960 - Barcelona, 21 de novembre de 2019), també conegut com a Abu Ali, fou un videocreador català. Va viure a cavall entre Barcelona i Duar Msuar (Marrakesh). Utilitzà el suport vídeo a mig camí entre l'assaig experimental, la poesia i el documental independent, sent el vídeo documental i la vídeo instal·lació les seves eines per fer una crítica al model simbòlic occidental. L'obra de Toni Serra s'emmarca en el videoart compromès. La seva obra mostra influències del món àrab.

## Biografia
Toni Serra, al final dels anys 80, com ell mateix explica, va descobrir el vídeo com un mitjà que li "permet reflexionar, criticar, trencar amb els imaginaris que tanquen, i sobretot com un mitjà d'iniciar un viatge de coneixement". El 1989 va començar a treballar el vídeo com a manera de reflexió i crítica de la cultura contemporània, així com una forma d'exploració personal. En els seus primers treballs professionals a Barcelona, Nova York i Tànger, Serra es feia qüestions sobre la bellesa, el misteri de lo efímer i lo marginal. Els primers vídeos van ser Pura Fe i Wahab. Va gravar Wahab quan va anar a Tánger. Allà sonava la música de Mohammed Abdelwahab, que va donar nom al vídeo. Més tard va descobrir que Wahab vol dir 'el que dona'. El 1991 va realitzar el curs Polaroid Studio a la School of Visual Arts de Nova York.
A partir de 1994, al tornar a Barcelona, va començar la realització d'una sèrie de vídeos TV Code: Las cintas negras, vídeos de curta durada amb la intenció de fer una crítica personal dels mecanismes d'alienació dels mitjans de comunicació de masses, utilitzant únicament imatges mediàtiques i on mostrà la lletjor i la malaltia que s'amagava sota una capa de seducció. Intentà parodiar la capacitat d'aquests per seduir i, alhora, aconseguí desconstruir la seva capacitat per a crear estereotips i models socials.
El 1994 va co-fundar els arxius OVNI (Observatorio de Video No Identificado) on encara hi treballa investigant i programant esdeveniments com Post setembre 11th, Résistances, Colonial Dream o Autonomous Zones, un projecte associat al CCCB (Centre de Cultura Contemporània de Barcelona). Entre 1996-98 va co-dirigir la programació regular de video i la videoteca del MACBA. El 1994 va programar el cicle "Malestar en las Ciudades" al CCCB, i a la Sala Rekalde de Bilbao.
L'arqueologia mediàtica és la que aprofita els recursos de la comunicació per als seus objectius, però no treballa ni interpreta per justificar els mitjans que utilitza. Serra es va endinsar en el món de l'arqueologia mediàtica on va mostrar les seves experiències a través dels Arxius Babilonia (2003), on exposa, sota una mirada crítica, alguns dels valors més agressius i intolerants de la cultura occidental, revelant els mecanismes de poder que els sustenten. Tot un seguit d'imatges de guerra i armada americana. L'any 2011 van realitzar des_Realitat amb què va voler reflexionar sobre els diferents fenòmens de crítica de la realitat, les seves repercussions i els horitzons que il·luminen o recorden.

## Obra
De manera general, en la seva obra Serra fa una mirada crítica als mitjans de comunicació de masses i qüestiona la lògica d'aquests –i de la publicitat televisiva– com a transmissors de valors socials intrínsecs a principis dels anys 90, en un moment en què la televisió està plenament instaurada i es filtra a les llars de la major part de la població amb una “capacitat hipnòtica”, segons Serra. Així doncs, molts dels seus treballs posen en evidència les estratègies de persuasió dels mitjans i el procés d'elaboració de les peces informatives amb una finalitat clara: estimular el dubte i evidenciar la manipulació de la informació.

Els mitjans de comunicació han estat un referent primordial en bona part de l'obra de Toni Serra. La base dels seus treballs es fonamenta en la crítica constant d'un poder imposat, en el qüestionament del missatge que difonen els mitjans de comunicació.
"En mi trabajo, utilizo tanto material provinente de los media como material propio con la intención de reflejar, a partir de la experiencia personal, el suministro de la angustia y el terror mediático, las nociones de confusión, conflicto e interiorización de los mecanismos del Poder. Un Poder, que a pesar de ser presentado casi siempre como exterior y más o menos ajeno, se ejerce a través de un microcosmos donde los mecanismos y dispositivos no son fácilmente identificables, pues se integran a través de agentes infiltrados –interiorizados– en el interior del propio sujeto y en sus nociones de intimidad e identidad".

## Premis
- 2006: Premi Nam June Paik, Köln.[12] Per la instal·lació-arxiu: Istishara Archives.
- 2002: Premi Ciutat de Barcelona d'Arts Plàstiques.[13] Per la instal·lació: Fes Ciudad Interior.